# Дюсак (шабля)

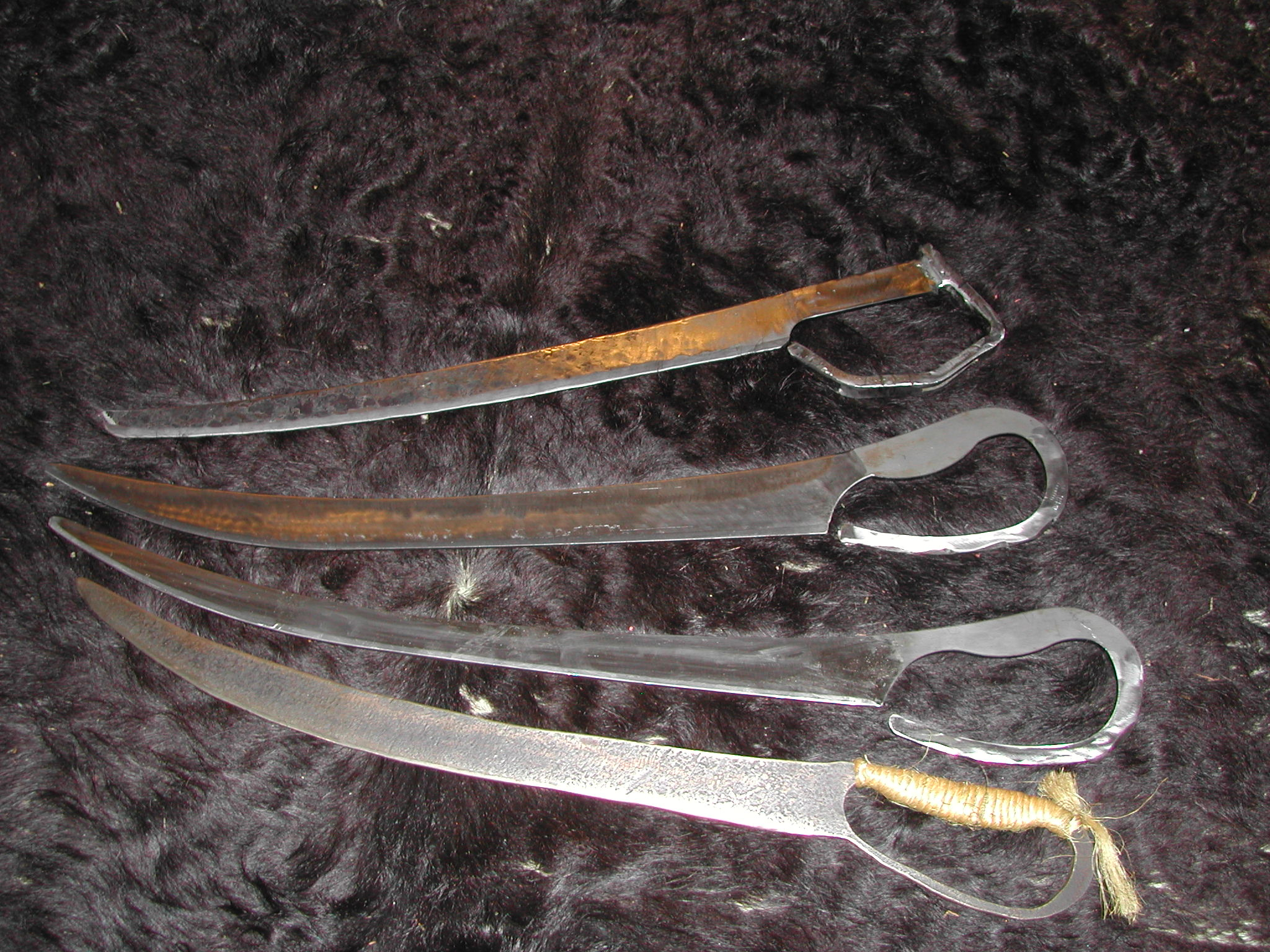
Дюсаки

Дюсак (нім. Dussack) — холодна зброя, що є видом шаблі з коротким і достатньо широким клинком. Має дещо вигнутий клинок, на вигнутій стороні якого розміщена заточена поверхня
. Хвостовик дюсака згинаючись утворює своєрідне руків'я з гардою. Роль черена грає стрижень, зігнутий у вигляді петлі зверненої до леза. Досить часто дюсак плутають з тесаком, це різні види зброї які легко відрізнити конструкцією руків'я, у тесака руків'я зазвичай пряме, а у дюсака руків'я має форму петлі. Інколи на руків'я дюсака намотується шнур.
Дюсак з'явився в Угорщині, але найбільше поширення отримав протягом 16 століття в Богемії та Німеччині. Мав репутацію простої і дешевої зброї середніх і нижніх прошарків суспільства, до яких входили в основному ремісники та селяни. Дюсак був корисним у побуті як великий ніж, ріжуча поверхня дюсака легко різала будь-які продукти. У той же час дюсак застосовували і для фехтування та тренувань. При роботі з дюсаком на руку надягалася товста шкіряна рукавиця, це сприяло ефективній фіксації дюсака в руці.